# 遊☆戯☆王GX
『遊☆戯☆王GX』（ゆうぎおうジーエックス）は高橋和希（原案・監修）、影山なおゆき（作画）、ブレインナビ（協力）による日本の漫画作品。『Vジャンプ』にて2006年2月号から2011年5月号まで連載された。

## 概要
アニメ作品『遊☆戯☆王デュエルモンスターズGX』のメディアミックスの一環で制作された。遊城十代や丸藤翔などの主要キャラクター・基本設定は共通だが、アニメと違うキャラクター設定が施されており、世界観も異なる。また本作のオリジナルキャラも存在する。
なお、アニメ版では比較的登場していた前田隼人、大徳寺教諭、斎王琢磨等は登場していない。タイトルの「GX」のデザイン文字もアニメの物とは異なっている。
前シリーズ『遊☆戯☆王』や『遊☆戯☆王R』との時間軸上の関係は明言されていないが、回想等でペガサスや千年アイテムが登場するほか、カードゲームの名称は原作と同じく「マジック&ウィザーズ」（M&W）のままである。
十代の使うE・HEROなどがアニメと異なっている。これは連載が開始される頃に、アニメで「ネオス」系の新E・HEROが登場することに伴い「じゃあいっそ違うHEROでいこう」と高橋・影山両者で相談したとの事。ただし、回想での「十代vs紅葉」戦においては十代が「フレイム・ウイングマン」などアニメ1年目で登場したモンスター（デッキ）を使用している。また「ワイルドマン」「バブルマン」など、本編で何度か登場しているものもある。
本編に登場するカードには、『遊☆戯☆王』や『遊☆戯☆王R』には見られない、融合モンスターのカードが描写されている。またカードの攻撃力/守備力の表示も、ATK/DEFへと変わった。
原作者の高橋和希から、連載中にOCGで登場した「シンクロモンスター」は出さないように念押しされているが、作中に登場した「ライトエンド・ドラゴン」と「ダークエンド・ドラゴン」はシンクロモンスターとしてOCG化されている。

## 物語
「デュエル・アカデミア」は次代のデュエリストを育成する学園。そこでは、優秀な順に「オベリスク・ブルー」「ラー・イエロー」そして最下位の「オシリス・レッド」の階級が存在する。遊城十代は実力はあるものの「オシリス・レッド」に所属し、E・HERO（エレメンタルヒーロー）を駆使しながらデュエルを繰り広げていく。

### 第1章
入試デュエルでクロノス教諭に勝利した十代は学園生活を満喫していた。
ライバル達と数々の決闘を繰り返し、やがて十代は己の原点である響紅葉の事を思い出す。

### 第2章
留学していたカイザーこと、丸藤 亮がアカデミアに戻ってきた。
アカデミアは帰還記念と称したデュエル大会を開催。優勝者はカイザー亮との決闘が約束されるとあって十代はやる気十分。しかし、カイザーと共にやってきた2人の留学生により、大会は混沌の模様を迎える。「プラネット・シリーズ」「精霊のカード」「マアトの羽」「闇の決闘」等、謎のキーワードが錯綜する中、同じく留学していた天上院吹雪も帰ってきた。果たして大会に優勝し、カイザーと闘うのは誰なのか。

### 第3章
亮帰還記念デュエル大会が終了した。しかし、その傷跡は大きかった。
デイビット・ラブは意識不明の重体となり、レジー・マッケンジーはハネクリボーにより意識不明は免れたものの記憶喪失に陥った。
そんな中、新たに4人の留学生がアカデミアを訪れる。「邪悪なる者」の導きによって…。

## 登場人物

### デュエル・アカデミア
遊城 十代（ゆうき じゅうだい）
主人公。オシリス・レッド所属でデュエル・キングになることを目指している。
使用デッキはアニメ版とは異なる【E・HERO】。第3章からは新デッキにて、E・HEROに代わり【M・HERO（マスクド・ヒーロー）】を使用。
プロデュエリストの響紅葉との出会いがデュエルを始めるきっかけになった。紅葉から譲り受けた魂のデッキを主力としている。カードに宿る「精霊」を見る事ができ、精霊を宿したカード「ハネクリボー」を所持。アニメ版同様、このカードを十代は「相棒」と呼ぶ。
万丈目 準（まんじょうめ じゅん）
オベリスク・ブルー所属でデュエル・キングを目指している。アニメ版とは雰囲気が異なり、クールな性格をしている。漫画版がアニメ版とは違う路線である事を象徴するキャラクターと言える。
使用デッキは【ドラゴン族】。
優秀なジュニアチャンプで、高等部からの入学にもかかわらずオベリスク・ブルーに所属できた。しかし、ジュニアチャンプであることが周囲に妬みを買い、たちまち孤立してしまった。
十代と同じくカードに宿る「精霊」を見る事が出来、精霊を宿したカード「光と闇の竜」を持つ。連載当初は覚悟の証として「光と闇の竜」を封印していたが、十代に敗北した後は考えを改め、共に闘う事を誓う。
三沢 大地（みさわ だいち）
ラー・イエロー所属。入学試験主席。ひょんなことから明日香に一目惚れし、好意を持っている。明日香曰く「三沢博士」。
使用デッキはアニメ版とは違い、【妖怪族】（OCGではアンデッド族）。
決闘都市編と幻と言われているペガサス島編のDVDを所有している。普段は冷静沈着で、十代や万丈目と正々堂々と戦う人間ができた男だが、明日香がからむと豹変してしまう。
天上院 明日香（てんじょういん あすか）
オベリスク・ブルー所属の女子生徒。冷静沈着な性格をしている。ひょんなことからミス・デュエルアカデミア優勝者となる。
使用デッキはアニメ版で使用された「白夜デッキ」と似た【氷】。
デュエルに関する資料を豊富に持っており、よく十代たちに貸し出している。
作中では「E・HERO ジ・アース」「The splendid VENUS」「The big SATURN」と3体の「プラネット・シリーズ」と対戦しており、兄・吹雪も「The tyrant NEPTUNE」と対戦する等、「プラネット・シリーズ」との関連が多い。
丸藤 翔（まるふじ しょう）
オシリス・レッド所属。内気で気弱な性格。
使用デッキはアニメで使用されているビークロイドとは違う【ビークロイド】。
アニメ版と同じく、幼い頃に兄からカードを渡された過去を持つが、カードはアニメ版の「パワー・ボンド」とは違い、プレイヤー自らの装備カード（仕様は永続魔法に近い）となる「変身」というカードに変更されている。また、アニメ版の最初の頃は相手をなめてかかるなどの悪い部分を持っていたが、こちらでは対照的に対戦相手に優しさを見せるなどの描写がある。
丸藤 亮（まるふじ りょう）
オベリスク・ブルー所属。翔の兄で「カイザー亮」という異名を持つ。吹雪と共にアカデミアの双璧として知られている。海外短期留学中だったが留学が終り帰国。
使用デッキはアニメ版で使用した「サイバー・ドラゴン」に加え、りゅう座等の天体をモチーフとした【サイバー】。他の登場人物の主力カードがアニメ版と漫画版で異なる中で、亮のみは共通してサイバー系を主力で扱う。
天上院 吹雪（てんじょういん ふぶき）
オベリスク・ブルー所属。明日香の兄で「キング吹雪」という異名を持つ（本人はこれを引っくり返して「フブキング」を自称しており、アメリカ・アカデミアではそれで通っているほか、十代も知っていた）。亮と共にアカデミアの双璧として知られている。
使用デッキはアニメ版とは異なり【真紅眼】ではなく、【スフィア】。
明日香曰く「気まぐれ」かつ「女好き」であるらしい。また、男嫌いと取れる発言が目立つ。
海外短期留学をしていたが、後にアカデミアに戻ってきた（留学を延ばしてまでお近づきになりたかったマックが日本に留学したため、後を追ってきた）。
クロノス・デ・メディチ
語尾が特徴のある、デュエルアカデミア実技担当最高責任者。アニメ版とほぼ同様、イヤミな性格ではあるが、同時に生徒を大切にする優しい面を持つ。本編では描写されていないが、入学試験で十代に決闘で敗れている。ちなみに衣装の襟の部分がアニメと違う。
響 みどり（ひびき-）
28歳。7月10日生まれ。身長173cm、体重54kg。
オシリスレッド1年生の担任。温厚な性格で生徒の面倒見が良い。デュエルの腕はプロデュエリストである弟の紅葉以上で紅葉は一度も敵わなかったらしい。
使用デッキはマックと対照となる闇属性・天使族の【堕天使】。リバースカードをオープンする時やモンスターの攻撃宣言時に指を鳴らすのが特徴的。
紅葉が意識不明になった後、カードに宿る「精霊」を見られるようになった。
弟が倒れた原因を探るため、真相を知っていると思われるマックと「闇の決闘」で対決する。序盤は圧倒的に優勢だったが弟を想う気持ちに付け込まれ、攻撃を躊躇しているうちに逆に追い込まれる。最後は十代を守るために本気を出すが一手遅れで敗北、意識不明に陥るもののハネクリボーの力によって意識を取り戻す。
小日向 星華（こひなた せいか）
オベリスク・ブルー所属。2年連続ミス・アカデミアの優勝者。プライドが高く、明日香や十代に敵対心をあらわにする。
使用デッキは蛇の【爬虫類族】。
十代をあと1ターンのところまで追いつめるなどデュエルの腕は実は相当のものだが、亮の「君が本気でデュエルするのは珍しい」との発言から、普段は滅多に本気を出さないようである。
龍牙（りゅうが）
4月1日生まれ。身長180cm、体重66kg。
特殊な電波を発する指輪でデュエルディスクを故障させ、魔法カードの発動を不発にするイカサマを仕組み、生徒からカードを奪っていた教育実習生。
使用デッキは【恐竜族】。
彼曰く、クロノス教諭はアカデミアの教師になりさえすれば、すぐに蹴落とせる人物らしい。教育実習最後の試合で十代と決闘するも敗北した。
鮫島（さめしま）
デュエル・アカデミア校長。普段は温和なイメージだが、デイビットが召喚した「プラネット・シリーズ」に恐れるような反応を見せた。
鮎川 恵美（あゆかわ めぐみ）
アニメではオベリスク・ブルー女子寮寮長。保健・体育科担当だが、漫画では養護教師のようである。

### アメリカ・デュエル・アカデミア
デイビット・ラブ
1月1日生まれ。身長182cm、体重78kg。
アメリカ校からの留学生。一人称は「Me」で二人称は「You」。マックとおそろいのピアスをつけている。みどり曰く「マセガキ」。
世界で各1枚しか存在しない「プラネット・シリーズ」の1体「The big SATURN（ザ・ビッグ・サターン）」を所持している。使用デッキはそれを主軸とした【機械族】。
精霊の宿るカードを探すうち、翔の反応から彼が精霊の存在を知っているかもしれないと察知し、後に万丈目が召喚した「光と闇の竜」を精霊だと確信する。
過去に、アメリカに居る際、吹雪に敗北している。
デュエル大会の予選で十代にデュエルを申し込まれるが「レッド所属（レベルが低い）」と言う理由で断った。しかし、マックから十代が精霊のカードの所持者であることを聞いて接触しなかったことを後悔する。ただし、この時デイビットが見たのは万丈目が召喚した「光と闇の竜」であり、後からマックに「十代は精霊のカードを知っている」と聞かされたことで「ドラゴンの精霊のカードを持っている」と勘違いしていた。これについてはその決闘の際にハネクリボーを見たことで解消されている。
明日香を1ターンキルで仕留めるなど実力は確かだが、感情的になりやすくやや詰めが甘い。亮帰還記念デュエル大会準決勝で万丈目に「闇の決闘」を仕掛けるも返り討ちに遭い、意識不明の重体に陥る。
レジー・マッケンジー
10月10日生まれ。身長175cm。
アメリカ校からの留学生で愛称は「マック」。泣きボクロが特徴。ディビットとおそろいのピアスをつけている。みどり曰く「マセガキ」。後に紅葉と「闇の決闘」を行った本人である事が判明した。
ディビットと同じく「プラネット・シリーズ」の1体「The splendid VENUS（ザ・スプレンディッド・ヴィーナス）」を所持している。使用デッキはそれを中心とした【天使族】。
デュエル大会予選にて明日香を破り、彼女から「精霊のカード」とつながりを持つ十代のことを聞き出す。
精霊のカードの所持者が判明し「観衆の中で決闘をする意味がなくなった」ことを理由に、「聖なるバリア -ミラーフォース-」をセットしていたにも拘わらず三沢に勝ちを譲るなど、ディビットとは対照的に冷静かつ合理的な性格をしている。
亮帰還記念デュエル大会決勝が行われる一方でみどりに「生贄」と称し、実験の意味も込めて初めて自らの意思で「闇の決闘」を仕掛け、紅葉を目覚めさせる方法を材料にみどりを脅す事で（闇の決闘であるため決着がつくと敗者は昏倒してしまう）辛くも勝利する。直後、駆け付けてきた十代に精霊のカードを賭けた「闇の決闘」を仕掛けるも敗北。一時はデイビット同様、意識不明となるがハネクリボーの力によってみどり共々意識を取り戻した。しかし精霊のカードや闇の決闘に関する記憶は失われてしまった。
その後はエドいわく「子供の頃のような」性格に戻り、物腰からも冷徹さが消えていた。交流戦終盤、マッケンジーの動向を不審に思って後をつけたところ、港の倉庫にいた所を見つかってVENUSを回収され、昏倒。トラゴエディア消滅後は意識を取り戻したようだが、吹雪共々療養中の模様。
ジェームズ・クロコダイル・クック
3月14日生まれ。身長185cm、体重73kg。
アメリカ校からの留学生。留学早々、吹雪にデュエルを挑む。その際、彼がマッケンジーの「駒」の１人であることが判明する。デイビットのことを鼻持ちならない奴と思っている。
使用デッキは【アリゲーター】。「プラネット・シリーズ」の1体「The tyrant NEPTUNE（ザ・タイラント・ネプチューン）」を切り札としている。
名前がアニメ版と微妙に変わっているが、本来「ジム」は英語圏でジェームスの愛称で用いられるものであり、作中でオブライエンがジムと呼んでいる。アニメの設定資料でもジェームスとあることから本名はジェームスであると思われる。
アニメ版では右目にはオリハルコン製の眼が埋め込まれているが、本作ではデイビット達のピアスと同じ素材になっている。
交流戦初日にはオブライエンと組んで万丈目＆翔と戦ったがロイドの効果をフル活用した翔の戦術に敗北。2日目には三沢と対戦したが、この時マッケンジーの目がなかったことから独断で「闇の決闘」を仕掛けて勝利している。
アモン・ガラム
2月5日生まれ。身長190cm、体重78kg。
プロを目指すアメリカ校からの留学生。自信過剰な性格で、すでにプロであるエドに敵対心を持ち、交流戦初日にタッグを組んだヨハンを見下している。
使用デッキは永続魔法「封印の真言」によって効果を得る【封印獣】。モンスターカード名は全て台湾の神話に登場する神々の名前が冠されている。十代戦ではマッケンジーによって与えられた「プラネット・シリーズ」の1体「The Despair Uranus（ザ・ディスペア・ウラヌス）」を使用。
シドという病弱な弟がおり、彼の「プロになる」というこだわりは弟の手術に必要なお金を得ることに起因している。
タッグデュエルでは前述の通りヨハンと組んで三沢＆明日香と戦ったが、戦法が単独時のものと変わらなかった。この時は三沢が召喚したダイダラボッチに対し（この時「真言の呪縛」により弱体化していた）、ヨハンが封印獣1体とライフを犠牲にする形で破壊、続くターンの明日香のアドバンス召喚を阻止したが、これに対し心中で「余計なことを」と毒づいた挙句ヨハンの狙いを無視して彼の昆虫を自身のアドバンス召喚に使用する（この結果ヨハンは手札にあった「蝶の妖精」を召喚できなくなり、最終的に敗北）など戦術眼の低さが目立った。
マッケンジーが吹雪を「駒」にした現場を目撃してしまったため、自身もマッケンジーの「駒」にされる。翌日、十代と戦うも敗北、マッケンジーに「敗者の罰」を与えられる。
ヨハン・アンデルセン
アメリカ校からの留学生。虫が好きで、オオムラサキを追いかけている時に十代と出会い意気投合する。十代と同じく楽しいデュエルを好む。マッケンジーに洗脳されているがその自覚はなく、普段は闇のデュエルを行わない。
使用デッキはアニメ版での【宝玉獣】ではなく、【昆虫族】。「プラネット・シリーズ」の1体「The tripping MERCURY（ザ・トリッピング・マーキュリー）」を切り札としている。
オースチン・オブライエン
3月29日生まれ。身長175cm、体重67kg。
アメリカ校からの留学生。プロデュエリストの父親が決闘後に「闇の決闘」という言葉を残して昏倒した、という過去をもち、同じくデュエル後に意識不明となったデイビットに着目。その対戦相手であった万丈目から事の真相を聞き出そうとしている。
使用デッキはアニメとは違い【ヴォルカニック】ではなく【エレクトロ】。2日目の交流戦の前にマッケンジーから「The blazing MARS（ザ・ブレイジング・マーズ）」を与えられている。
交流戦初日にはクロコダイルと組んで万丈目＆翔と対戦。ひたすらクロコダイルのサポートに徹する堅実な戦法で二人を追い詰めたが逆転勝利を許すこととなった。
エド・フェニックス
アメリカ校からの留学生にしてプロデュエリスト。韓国でのプロデュエルがあった為、他の留学生よりも1日遅れで来日。マックとは幼馴染でデュエルの腕にも一目置いている様子。「プロ」であるがゆえ、常に観客を盛り上げる事を意識したデュエルをする。
使用デッキはアニメ版と同じ「HERO使い」ではあるが【D-HERO】ではなく、【V・HERO（ヴィジョン・ヒーロー）】。交流戦2日目では明日香との対戦で「プラネット・シリーズ」の1体「The grand JUPITER（ザ・グランド・ジュピター）」を使用するが、召喚時に「何か重苦しい雰囲気がする」と違和感を持っていた。
ジュニア時代、「カイザー」と「キング」に勝ち越せなかった事を心残りとしている。
年齢が異なり、アニメでは十代より1歳下だったが、本作では十代より2歳上。
Mr.マッケンジー
アメリカ・デュエル・アカデミア校長でマックの父親。エドの父親・フェニックスと面識があった。現在はトラゴエディアに体を乗っ取られて自我が消えており、他者のことは「駒」としか思っていない。
完全復活を遂げたトラゴエディアが、十代と万丈目の勝負に臨むため再び器として使われた。トラゴエディア消滅後は元に戻ったらしい。
使用するデッキは、トラゴエディア曰く「俺が俺自身のために」産みだしたもの。「プラネット・シリーズ」の1体「The supremacy SUN（ザ・スプレマシー・サン）」を切り札とし、古代エジプトの悪霊風のモンスターやライフ回復系カードを多用する。SUNの能力である「墓地に送られた次のターンのメインフェイズに特殊召喚される」と、モンスターが破壊される度攻撃力に応じてライフを回復する永続魔法「漆黒の太陽」のコンボが主力。

### その他
響 紅葉（ひびき こうよう）
26歳。11月4日生まれ。身長179cm、体重59kg。
響 みどりの弟。E・HERO使いで第3回世界チャンピオン。カードに宿る「精霊」を見ることができる。
使用デッキは【E・HERO】。
あるデュエリスト（マック）とのデス・ゲームに敗北したことにより、本気でデュエルをしてカードをドローするたびに命を削られるという身体にされた。その状態で少年時代の十代と最後のデュエルを行い、E・HERO同士の戦いに勝利した。その後十代に自分のデッキと外套を託して意識不明の重体となり、現在も入院している。十代の持つ「ハネクリボー」の元持ち主。
トラゴエディア消滅により他の被害者共々覚醒し、2年後にはワールド・チャンピオンに復帰している。
フェニックス
エドの父でカードデザイナー。トラゴエディアに体を乗っ取られ、彼の復活のために必要なカード「プラネット・シリーズ」を作成した。
トラゴエディア
古代エジプトにおいてクル・エルナ村人だった男の、千年アイテムを生み出すために同胞を皆殺しにされたことを知った憎悪と復讐心から生まれた強大な魔物（カー）。自らを生んだ男と融合しており、千年アイテムや神官たちや王を憎み、復讐を果たそうとするが、実体化する前に心臓を「白き羽の精霊」に取り込まれていたため真の力を発揮することは出来ず、時の神官達により石版へと封じられた上にその石版を砕かれ、とある王墓の一室に3000年間封印されていたが、1900年代に遺跡発掘によって覚醒。
様々な人間に乗り移って自身の力を完全に取り戻すと共に、3000年の間にほとんどの復讐相手が滅んだことで矛先を失った復讐を、現代にまで残された神官たちの力「真理（マアト）の羽」を消し去ることで果たすことを目論む。カード・デザイナーだったフェニックスの体を乗っ取ってプラネット・シリーズを生み出し、現在はMr.マッケンジーの体に乗り移っている（フェニックスはトラゴエディアが抜けた際に死亡している）。
交流戦を名目にデュエリストの生命力(エナジー)を吸収した全てのプラネットシリーズと自身の心臓を取りこんでいるハネクリボーを集め出し、石板復活の儀式「グランド・クロス」によって、完全復活を遂げる。

## キーモンスター

### HERO

#### E・HERO（エレメンタル・ヒーロー）
プロデュエリスト・響紅葉が使用するHERO。紅葉の引退時に幼少期の十代に託され、以後は彼のデッキとなっている。紅葉の復帰後は彼に返還されたと思われる。
特徴として、上級モンスターの大半が融合召喚であり、様々な融合形態を持つ。
アニメ版では戦士族がほとんどであったが、本作では多様な種族のHEROが登場している。
本作を特徴付ける「プラネット・シリーズ」の1体・「E・HERO ジ・アース」が存在する。
E・HERO オーシャン
- レベル：4
- 属性：水
- 種族：戦士族
- 攻撃力：1500
- 守備力：1200

初登場は第1話で、漫画版オリジナルのE・HEROの中でも最初に登場。召喚時に海関係のフィールド魔法が発動している時、相手プレイヤーに直接攻撃できる。基本的に融合素材として使われる事が多い。漫画版において十代デッキの要となる「E・HERO ジ・アース」への融合素材でもある。
攻撃名は「ビッグウェーブ クラッシュ」。
OCGでは漫画で海関係のカードが使用されていないためか、自分のスタンバイフェイズ時に、自分の墓地もしくはフィールド上の「HERO（E・HERO、D-HERO、E-HERO、M・HERO、V・HERO）」と名の付くモンスターを手札に戻すことができる。
E・HERO フォレストマン
- レベル：4
- 属性：地
- 種族：戦士族
- 攻撃力：1000
- 守備力：2000

初登場は第1話。攻撃力は貧弱だが、高い守備力を持つ。漫画版において、十代デッキの要となるE・HEROジ・アースへの融合素材でもある。
OCGでは1ターンに一度、自分のスタンバイフェイズ時にデッキもしくは墓地から「融合」を手札に加えることができる。
E・HERO エアーマン
- レベル：4
- 属性：風
- 種族：戦士族
- 攻撃力：1800
- 守備力：300

初登場は第2話。原作では攻撃力を半分にする事で、相手プレイヤーへの直接攻撃が可能。E・HERO Great TORNADOの融合素材でもある。
OCGでは召喚・特殊召喚成功時、デッキから「HERO」と名の付くモンスターを一枚手札に加えるか、自身以外の自分フィールド上の「HERO」と名のつくモンスターの数だけ相手フィールド上の魔法・罠カードを破壊する効果を選ぶ事ができる。
E・HERO クノスペ
- レベル：3
- 属性：地
- 種族：植物族
- 攻撃力：600
- 守備力：1000

初登場は第4話。人型の植物という奇妙な姿をしている。相手プレイヤーに直接攻撃する度に攻撃力が100ポイントアップするが、守備力は、100ポイントダウンすると特殊効果もまた奇妙である。この効果は守備力が0になるまで続き、非効率的ではあるが守備力を上げていけば攻撃力の上昇の上限値を広げることも可能。
OCGでは相手モンスターがいても直接攻撃可能。また「ブルーメンブラット」によって、「E・HERO ブルーメ」へと進化する。そして同名カードが2枚以上のとき相手は攻撃宣言および攻撃もできない。
E・HERO ブルーメ
- レベル：6
- 属性：地
- 種族：植物族
- 攻撃力：1900
- 守備力：2000

初登場は第4話。「E・HERO クノスペ」を「ブルーメンブラット」によって進化させる事でのみ召喚できる。このモンスターが召喚されると、敵モンスターはブルーメしか攻撃出来なくなる。
攻撃名は「ヴィルベルヴィント」。
OCGではクノスペの攻撃力アップ・守備力ダウンの効果を引き継ぎ、さらに修正幅が200ポイントずつになっている。
E・HERO ザ・ヒート
- レベル：4
- 属性：炎
- 種族：炎族
- 攻撃力：1600
- 守備力：1200

初登場は第6話。「E・HERO フレイム・ブラスト」への融合素材になる。
OCGでは炎族で、自分のフィールド上の「E・HERO」1体につき攻撃力が200ポイントアップする。自身の攻撃力も実質200ポイント増しの1800である。
E・HERO レディ・オブ・ファイア
- レベル：4
- 属性：炎
- 種族：炎族
- 攻撃力：1300
- 守備力：1000

初登場は第7話。「E・HERO フレイム・ブラスト」への融合素材になる。「E・HERO Great TORNADO」の融合素材でもある。
OCGでは炎族で、エンドフェイズごとに自分の場の「E・HERO」1体につき200ポイントのダメージを与える。
E・HERO ボルテック
- レベル：4
- 属性：光
- 種族：雷族
- 攻撃力：1000
- 守備力：1500

初登場は第9話。攻撃力は1000と低いが、戦士族の攻撃力を300ポイントアップする装備カード「ボルテック・スピア」を装備させると、特例で1000ポイントアップとなり攻撃力が2000になる。
攻撃名は「ボルテック・サンダー」。
OCGでは相手に戦闘ダメージを与えることで、ゲームから除外されている自分の「E・HERO」を1体、自分フィールド上に特殊召喚することができる。E・HERO The シャイニングの融合素材でもある。
E・HERO アイス・エッジ
- レベル：3
- 属性：水
- 種族：戦士族
- 攻撃力：800
- 守備力：900

初登場は32話。レベル4以上のモンスターとの戦闘では破壊されず、効果を受けないという効果を持つ。「E・HERO アブソリュートZERO」の融合素材でもある。
OCGでは手札1枚を捨てることで、相手プレイヤーに直接攻撃ができ、戦闘ダメージを与えた時にフィールド上の魔法・罠カード1枚を破壊することができるという効果になっている。
E・HERO フラッシュ
- レベル：4
- 属性：光
- 種族：戦士族
- 攻撃力：1100
- 守備力：1600

初登場は第41話。破壊された時、墓地から魔法カードを一枚手札に加える効果を持つ。実質コスト無しでサルベージできるため、OCGでは戦闘破壊されて墓地に送られた時、自身と墓地のE・HERO3体をゲームから除外する事でサルベージができるため、少々使いにくくなっている。「E・HERO The シャイニング」の融合素材でもある。

#### E・HERO（融合体）
E・HERO フレイム・ブラスト
- レベル：8
- 属性：炎
- 種族：炎族
- 攻撃力：2300
- 守備力：1600

初登場は第7話。「E・HERO ザ・ヒート」と「E・HERO レディ・オブ・ファイア」が融合したE・HERO。水属性モンスターと戦闘を行う時、攻撃力が1000ポイントアップする。また、このカードが破壊された時に魔法カードを1枚手札に加える事ができる（このサルベージ効果はコミック掲載時に辻褄合わせのために加えられたものでOCGに存在しない）。
融合素材である2体と同じくE・HEROとしては珍しい炎族のモンスター。
E・HERO ガイア
- レベル：6
- 属性：地
- 種族：戦士族
- 攻撃力：2200
- 守備力：2600

初登場は第28話。「E・HERO フォレストマン」と「E・HERO クノスペ」が融合したE・HERO。「融合召喚時に相手フィールド上に表側表示で存在するモンスターの攻撃力を半分にし、その数値分攻撃力をアップさせる」効果を持つ。トラゴエディアとの決戦ではなぜかオーシャンとフォレストマンを素材に召喚されているほか、その際にはSUNの攻撃力に加え守備力まで吸収している。
攻撃名は「コンティネンタルハンマー」。作中では「コンチネンタルハンマー」となっている箇所がある。
OCG版では融合素材が「E・HERO」と名のついたカード+地属性モンスターとなっている。OCGで攻撃力をアップさせる効果は、融合召喚したターンのエンドフェイズ時までである。
E・HERO アブソルートZero
- レベル：8
- 属性：水
- 種族：戦士族
- 攻撃力：2500
- 守備力：2000

初登場は第33話。「E・HERO オーシャン」と「E・HERO アイス・エッジ」が融合したE・HEROで紅葉の現役時代の最強HERO 。「フィールド上の水属性モンスターの数だけ攻撃力を上げる」効果を持つ。
攻撃名は「瞬間氷結（freezing at moment）」。
OCG版では融合素材が「HERO」と名のついたモンスター（「E・HERO」に限らない）+水属性モンスターとなっている。攻撃力の上昇は自身を除いた水属性モンスターが表側表示で存在する場合のみ適用される。また、フィールド上から離れた時、相手モンスターを全て破壊する効果が追加された（裏側表示で離れた場合やエクシーズ素材になった場合は適用されない）。
E・HERO The シャイニング
- レベル：8
- 属性：光
- 種族：戦士族
- 攻撃力：2600
- 守備力：2100

初登場は第41話。「E・HERO ボルテック」と「E・HERO フラッシュ」が融合したE・HERO。除外されているE・HEROの数だけ攻撃力を300ポイントアップさせる効果と、フィールド上で破壊され墓地に送られた時、除外されているE・HEROを2体まで手札に戻すことができる2つの効果を持っている。
攻撃名は「オプティカル ストーム」。
OCG版では融合素材が「E・HERO」と名のついたモンスター+光属性モンスターとなっている。
E・HERO Great TORNADO
- レベル8
- 属性：風
- 種族：戦士族
- 攻撃力：2800
- 守備力：2200

初登場は第42話。「E・HERO エアーマン」と「E・HERO レディ・オブ・ファイア」が融合したE・HERO。融合召喚時、相手フィールド上の全てのモンスターの攻撃力を半分にする効果を持っている。
攻撃名は「スーパーセル」。効果名は「ダウン・バースト」。
OCG版では融合素材が「E・HERO」と名のついたモンスター+風属性モンスターとなっている。
E・HERO エスクリダオ
- レベル8
- 属性：闇
- 種族：戦士族
- 攻撃力：2500
- 守備力：2000

初登場は第62話。「E・HERO オーシャン」と「E・HERO シャドー・ミスト」が融合したE・HERO。自分の墓地に存在する「E・HERO」1体につき、攻撃力が100ポイントアップする。
攻撃名は「Dark Diffusion（ダークディフュージョン）」、効果名は「ダーク コンセントレイション」。
OCG版では融合素材が「E・HERO」と名のついたモンスター+闇属性モンスターとなっている。

#### M・HERO（マスクド・ヒーロー）
第3章から十代が使用。「E・HEROは紅葉のデッキであり、彼が使ってこそ」という認識から、自分だけのデッキを必要とした十代が構築した。
「融合」ではなく「変身召喚」により、新たなHEROをエクストラデッキから特殊召喚する。アメコミをベースとするE・HEROとは異なり、こちらは日本の特撮がベースと思われる。
プロであるエド・フェニックス戦にて初めて使用した。
OCGでは現時点で「変身召喚」で特殊召喚が可能なモンスターのみが登場し、速攻魔法「マスク・チェンジ」またはその派生カードの効果でのみエクストラデッキから特殊召喚できる（他の方法では一切の特殊召喚ができない）融合モンスターとして再現された。
M・HERO 剛火
- レベル：6
- 属性：炎
- 種族：戦士族
- 攻撃力：2200
- 守備力：1800

初登場は第51話。墓地にいるHERO×100ポイントの攻撃力アップの効果を持つ。
M・HERO ヴェイパー
- レベル：6
- 属性：水
- 種族：戦士族
- 攻撃力：2400
- 守備力：2000

初登場は第51話。魔法・罠・効果モンスターでは破壊されない耐性効果を持つ。
攻撃名は「フリアティク・エクスプロージョン」。
M・HERO アシッド
- レベル：8
- 属性：水
- 種族：戦士族
- 攻撃力：2600
- 守備力：2100

初登場は第55話。特殊召喚成功時に相手フィールド上の魔法・罠カードを全て破壊し、相手フィールド上に表側表示のモンスター全ての攻撃力を300ポイントダウンさせる効果を持つ。
攻撃名は「Acid burret」、M・HERO ダーク・ロウとの攻撃名は「M・HERO DOUBLE ATTACK」、効果名は「Acid rain」。
M・HERO ダーク・ロウ
- レベル：6
- 属性：闇
- 種族：戦士族
- 攻撃力：2400
- 守備力：1800

初登場は第56話。
攻撃名はM・HERO アシッドとの攻撃名は「M・HERO DOUBLE ATTACK」。
漫画では特に効果は解説されなかったが、OCGではフィールドに存在する限り墓地へ行く相手のカードを除外する効果、相手がドローフェイズ以外でデッキからカードをサーチした場合に相手の手札をランダムに1枚除外させる効果を持つ。
M・HERO 闇鬼
- レベル：8
- 属性：闇
- 種族：戦士族
- 攻撃力：2800
- 守備力：1200

初登場は特別読切。
M・HERO ダイアン
- レベル：8
- 属性：地
- 種族：戦士族
- 攻撃力：2800
- 守備力：3000

初登場は第59話。相手モンスターを戦闘で破壊し墓地に送った時、デッキからレベル4以下のモンスターを特殊召喚できる。
攻撃名は「ディスバーション」。
OCGでは特殊召喚できるモンスターがレベル4以下の「HERO」に限定されている。
M・HERO ブラスト
- レベル：6
- 属性：風
- 種族：戦士族
- 攻撃力：2200
- 守備力：1800

初登場は特別読切。
M・HERO カミカゼ
- レベル：8
- 属性：風
- 種族：戦士族
- 攻撃力：2700
- 守備力：1900

初登場は特別読切。
M・HERO 光牙
- レベル：8（特別読切では6）
- 属性：光
- 種族：戦士族
- 攻撃力：2500
- 守備力：1800

初登場は特別読切。

#### V・HERO（ヴィジョン・ヒーロー）
プロデュエリストであるエド・フェニックスが使用するHERO。
全体的に低レベルモンスターは攻撃力が低い。
特徴として「ダメージを受けた時、墓地から罠ゾーンに置かれる」「V・HERO一体生贄に対し、罠ゾーンにいるHERO一体特殊召喚」「その特殊召喚方法で特殊召喚された時、モンスター効果が付与される」の3つの効果が共通する。
通常魔法「幻影融合（ヴィジョンゆうごう）」という、魔法＆罠カードゾーンに存在するV・HEROを融合させるサポートカードも存在する。
V・HERO アドレイション
- レベル8
- 属性：闇
- 種族：戦士族
- 攻撃力：2800
- 守備力：2100

初登場は51話。エドが使用するV・HEROの融合モンスターの1体。融合召喚時に自分フィールド上に存在する「V・HERO」1体を選択し、そのモンスターの攻撃力分相手モンスターの攻撃力を下げる効果を持つ。攻撃名は「アンビション・サンクションズ」。
OCGでは融合素材が「HERO」と名のついたモンスター×2体となった。1ターンに一度、自身を除く自分フィールド上の「HERO」と相手の表側表示モンスターを選択して発動できる。エンドフェイズ時まで、選択した相手モンスターの攻撃力と守備力をその自分のモンスターの攻撃力分だけダウンさせる。
V・HERO トリニティー
- レベル8
- 属性：闇
- 種族：戦士族
- 攻撃力：2500
- 守備力：2000

初登場は53話。「V・HERO インクリース」「V・HERO マルティプリ・ガイ」「V・HERO ポイズナー」を融合素材として融合召喚された。3体で融合召喚に成功した場合、攻撃力が倍になり、バトルフェイズ中に3回攻撃できる（「3体で」となっていることから2体でも融合召喚が可能だったと思われる）。
OCGでは融合素材が「HERO」と名のついたモンスター×3体になった。元々の攻撃力を倍にする効果は融合召喚に成功したターンのみ適用される。3回攻撃が可能な代わりに、直接攻撃を行うことができない（漫画でこのデメリットがあったかは不明）。攻撃名は「トリニティー・クラッシュ」。

### 精霊のカード
イラストのモンスターが意思を持ち、実体化するカード。視認できる者は少数であり、劇中では「闇の決闘」の関係者のほかには十代、万丈目、みどり、紅葉のみ。
ハネクリボー
- レベル：1
- 属性：光
- 種族：天使族
- 攻撃力：300
- 守備力：200

十代の相棒。精霊が宿っている。元々は紅葉が所持していた。登場カードではアニメ版での登場も多いカード。自身が破壊されたターンのみ、あらゆるダメージを無効化する特殊能力を持つ。
魔法カード「進化する翼」で「ハネクリボー LV10」に進化する。LV10の特殊能力は相手の戦闘フェイズ、自身を生贄に相手の全攻撃表示モンスターを破壊し、その攻撃力の合計ダメージを相手に与える。作中では万丈目戦で登場。一度目は勝利を齎したが、校内大会の決勝では効果を発動すべく十代がフィールド全てのモンスター効果を無効化する「アビリティ・リミテイション」を一時解除したスキに万丈目が発動した「竜の魔眼」でそれを破壊され、召喚されていた「光と闇の竜」に破壊効果を無効化・撃破されている。3度目の登場はなく、吹雪戦ではPLUTOの効果でリバースしていた「進化する翼」を奪われ召喚できなかった。
速攻魔法「錬金術の研究成果」を使うことで「ハネクリボーLV9」になる。こちらの効果は「錬金術の研究成果」のコストで墓地から除外した3体のモンスターの攻・守力を得る能力。その代わり、1ターンしか存在できない。小日向戦で登場。OCGでは「チェーン発動時に手札から特殊召喚可能」「攻・守は相手の墓地の魔法カードの枚数×500」「墓地に置かれる魔法カードはゲームから除外される」に変更されている。LV9の攻撃名は「バーサーカークラッシュ」。
物語に深く関与しているようで「最後のピース」として狙われている。3千年前の回想にも登場している他、要所で不思議な力を発揮している。
宿っている精霊の正体は、かつてトラゴエディアの魔力の源である心臓を取り込んだ「白き羽の精霊」。何らかの手段でその存在と因縁を知ったペガサス・J・クロフォードの手によりその姿を「ハネクリボー」としてカード化され、そのうちの一枚を器として与えられている。そのためトラゴエディアに対しては強い敵対心を持っており、またトラゴエディアからは「オレの最後のピース」として狙われている。また、闇の決闘の敗者を闇から救い出す（敗者を捕らえる闇を吸収する）力を持っているが、敗北直後でなければ効果が薄いらしく、紅葉に対してはかろうじて肉体的に命を留める程度だった。
オフィシャルカラーは黒だが、十代の所持する「相棒」の場合は元々の色は白で、トラゴエディアの心臓を取り込んだ影響で変色している。
光と闇の竜（ライトアンドダークネス・ドラゴン）
- レベル：8
- 属性：光
- 種族：ドラゴン族
- 攻撃力：2800
- 守備力：2400

万丈目が使用するドラゴン族モンスター。初登場は第3話。万丈目の精霊。一切の特殊召喚ができない最上級モンスター（ただし、「輪廻竜サンサーラ」の除外効果で特殊召喚されたシーンが存在する）。効果はフィールド上に表側表示で存在する限り効果モンスターの効果・魔法・罠カードの発動を無効化する。但し、効果を使うごとに攻撃力と守備力が500下がる（このカードの元々の攻守を考えると4回まで発動し、OCGでは同一チェーン上で一度しか適用されない）。また、フィールド上に表側表示で存在する限り闇属性としても扱う。使いにくい印象を受ける効果だが、うまく使いこなせば場を支配しうるだけの働きもできる。精霊が宿っているのは「ハネクリボー」が関係する。これは、仲間を欲しがった「白き羽の精霊」（当時は紅葉が所持していた）が、自らが取り込んでいた「マアトの羽」を万丈目が持っていた「光と闇の竜」のカードに移し変えたため。
攻撃名は「シャイニングブレス」と「ダーク・バプティズム」。前者は光属性として、後者は闇属性としての攻撃と思われる。
コミックス1巻の付録となった。ちなみに原作でカードとして登場するより早く（作中では第3話にて精霊として登場）カード化された。OCGでは上記の効果に加え、このカードが破壊された時に墓地のモンスターを1体選択し、自分フィールド上のカード全てを破壊した後に選択したモンスターを墓地から特殊召喚する効果が追加された。後に準制限カード入りする事となったが、2008年9月の改正で無制限カードとなった。
「ハネクリボー」によって精霊となった為か、「精霊のカード」を狙う者にとってカウント外のカード。
マアト
- レベル：10
- 属性：光
- 種族：天使族
- 攻撃力：?
- 守備力：?

2体の精霊モンスター「ハネクリボー」と「光と闇の竜」が融合したモンスター。体中の至る所に、千年アイテムが散りばめられている。
カード名を宣言し、ドローする。宣言した通りのカードをドローした時、そのカードを使用し、効果が再発動できる効果とこのカードの攻撃力と守備力は、この効果でドローした枚数×1000ポイントで決まる効果を持つ。
OCGでは融合モンスターではなく通常召喚できない効果モンスターとなり、自分フィールド上に表側表示で存在するドラゴン族・光属性モンスター1体と天使族・光属性モンスター1体を墓地へ送った場合のみ特殊召喚できる。1ターンに一度、カード名を３つ宣言して発動できる。自分のデッキの上からカードを3枚めくり、宣言したカードは手札に加え、それ以外のカードは全て墓地へ送る。自身の攻撃力と守備力は、この効果で手札に加えたカードの数×1000ポイントになる。
トラゴエディア戦において精霊2体の融合により出現した新たなモンスター（十代のエクストラデッキには当然入っておらず、ハネクリボーの導きにより融合召喚時にカードそのものが精製されている）。効果発動時に額の「千年眼」の力で十代のデッキをサーチして先頭のカードを次々と教える、という形で援護、最終的に攻撃力6000に到達してフィニッシャーとなった。

### プラネット・シリーズ
太陽系の惑星の名を冠するモンスターカード。各カードとも世界に1枚しか存在しない。十代の使用する「E・HERO ジ・アース」もこれに含まれる。ジ・アースとJUPITER以外は全てトラゴエディアに乗っ取られたマッケンジーが所持しており、表向き行方不明であった（JUPITERは一旦はエドの手に渡ったが、「相応しい決闘者になるまで預かって欲しい」との本人の希望によりマッケンジーが所持していた）。トラゴエディアによりジ・アース以外のカードには「闇の力」が封じられ、決闘で召喚して相手モンスターを破壊することで、相手決闘者の生命力を少しだけ吸収する仕掛けが施されている。
このうちSATERN、VENUS、NEPTUNEはトラゴエディアの「カード」となった3人に先んじて渡され、MERCURY、Uranus、MARS、JUPITERもそれぞれヨハン、アモン、オブライエン、エドに交流戦第2戦の際に渡された（ただしエド以外は知らぬ間に「カード」と化していた）。PLUTOも「カード」となった吹雪の手に渡り、交流戦終盤にトラゴエディアが復活の儀式のため回収。ジ・アースは決戦直前に十代へ返還されたが、残るカードの去就については不明。
The supremacy SUN（ザ・スプレマシー・サン）
- レベル：10
- 属性：闇
- 種族：悪魔族
- 攻撃力：3000
- 守備力：3000

マッケンジー（トラゴエディア）の持つモンスターで「プラネット・シリーズ」の1体。トラゴエディアの発言からフェニックスが作ったカードではないらしい。初登場時はカード名が「The SUN」であり、その後も度々その名称で呼ばれている（略称と思われる）。レベル10であるため本来はリリースが3体必要なはずだが、劇中では「千眼の死霊」と「三眼の死霊」の2体リリースで召喚されている。OCGではフィールド上に表側表示で存在するこのカードが破壊され墓地に送られた場合、次の自分のスタンバイフェイズ時に手札を1枚捨てる事で特殊召喚できる。また、他のカードの効果では一切の特殊召喚ができない。
攻撃名は「SOLAR FLARE（ソーラー・フレア）」。
モデルは太陽。
The tripping MERCURY（ザ・トリッピング・マーキュリー）
- レベル：8
- 属性：水
- 種族：水族
- 攻撃力：2000
- 守備力：2000

ヨハンの持つモンスターで「プラネット・シリーズ」の1体。モンスター2体を生け贄にして召喚した場合、フィールド上に存在するモンスターは攻撃表示になる。3体の場合、フィールド上のこのカード以外のモンスターの攻撃力は0になる。
攻撃名は「Temperature Change（テンパラチャー・チェインジ）」。3体の生け贄で召喚した際発動する攻撃力を0にする効果名は「アトモスフェリク・ディサフェランス」。
モデルは太陽系第一惑星水星。
The splendid VENUS（ザ・スプレンディッド・ヴィーナス）
- レベル8
- 属性：光
- 種族：天使族
- 攻撃力：2800
- 守備力：2400

レジー・マッケンジーの持つモンスターで「プラネット・シリーズ」の1体。フィールドに存在する限り、フィールドに存在する天使族以外のモンスターは攻撃力・守備力が500ポイントダウンする。さらに自分の魔法・罠の発動を無効化されない（OCGは発動自体を無効にする永続効果の前では適用されない）。
攻撃名は「ホーリー・フェザー・シャワー」。
モデルは太陽系第二惑星金星。
E・HERO ジ・アース
- レベル：8
- 属性：地
- 種族：戦士族
- 攻撃力：2500
- 守備力：2000

遊城十代の持つモンスターで「プラネット・シリーズ」の1体。元々は響 紅葉が所有していた。自分のE・HEROを吸収し、「ジ・アース　マグマ」となってその攻撃力と守備力を自らに加える能力を持っている。
攻撃名はアース・インパクト（両手でパンチ）、アース・コンバスション（胸からビーム）。「ジ・アース　マグマ」形態時の攻撃名は「地球灼熱斬（アース・マグナ・スラッシュ）」。名前の由来は太陽系第三惑星地球。
The blazing MARS（ザ・ブレイジング・マーズ）
- レベル：8
- 属性：炎
- 種族：炎族
- 攻撃力：2600
- 守備力：2200

オブライエンの持つモンスターで「プラネット・シリーズ」の1体。墓地のモンスター3体をゲームから除外する事で手札・墓地から特殊召喚できる。また、自分フィールド上のモンスター1体を墓地に送る事で相手ライフに500ダメージを与える。
攻撃名は「Syrtis Major（シリティス・メジャー）」。
モデルは太陽系第四惑星火星。
The grand JUPITER（ザ・グランド・ジュピター）
- レベル：8
- 属性：闇
- 種族：戦士族
- 攻撃力：2500
- 守備力：2000

エドの持つモンスターで「プラネット・シリーズ」の1体。胸部に木星を模した球体がある。マッケンジー曰く「エドの父親が最後に作ったプラネット・シリーズ」との事。
手札を2枚捨てる事で、そのターンの間だけ相手モンスター1体を装備カード扱いとして装備できる効果と、装備したモンスターの攻撃力分だけ自身の攻撃力がアップする効果を持つ。
攻撃名は「Great red spot（グレート・レッド・スポット）」。
モデルは太陽系第五惑星木星。
The big SATURN（ザ・ビッグ・サターン）
- レベル：8
- 属性：闇
- 種族：機械族
- 攻撃力：2800
- 守備力：2200

デイビットの持つモンスターで「プラネット・シリーズ」の1体。土星のような輪を持つモンスター。OCGでは手札とデッキから特殊召喚できない制約（原作では制約自体があったかどうか不明）があり、手札1枚を捨てて1000ポイントのライフを払うことで攻撃力がエンドフェイズまで1000ポイントアップする。さらに相手のカードの効果で破壊され墓地に送られた時、お互いに攻撃力分（2800）のダメージを与える。
攻撃名は「Anger HAMMER（アンガー・ハンマー）」。効果名は「DOUBLE IMPACT（ダブル・インパクト）」。手札1枚と1000ライフポイントを払った場合は、「SATURN FINAL（サターン・ファイナル）」にモードチェンジし、攻撃名も「end of COSMOS（エンド・オブ・コスモス）」に変わる。
モデルは太陽系第六惑星土星。
The Despair Uranus（ザ・ディスペア・ウラヌス）
- レベル：8
- 属性：光
- 種族：岩石族
- 攻撃力：2900
- 守備力：2300

アモンの持つモンスターで「プラネット・シリーズ」の1体。自分フィールド上に表側表示で存在する魔法・罠カード１枚につき、攻撃力が300ポイントアップする効果を持つ。
攻撃名は「Weil of despair（ヴェイル・オブ・ディスペア）」。
モデルは太陽系第七惑星天王星。
The tyrant NEPTUNE（ザ・タイラント・ネプチューン）
- レベル：10
- 属性：水
- 種族：爬虫類族
- 攻撃力：0
- 守備力：0

クロコダイルの持つモンスターで「プラネット・シリーズ」の1体。このカードの生け贄召喚の生け贄に捧げたモンスターの攻撃力・守備力の合計をこのカードの攻撃力・守備力に追加し、さらに生け贄に捧げたモンスターの効果も得る。
OCGでは一切の特殊召喚ができず、生け贄召喚（アドバンス召喚）に必要な2体の生け贄（リリース）を1体に軽減できる。召喚に成功した時、生け贄（リリース）に使用したモンスターの元々の攻撃力・守備力の合計だけアップする。さらに、生け贄（リリース）に使用されて墓地に送られたモンスター1体を（強制的に）選択し、効果と名前を得る（維持コストは得る事は無い）。
攻撃名は「Sickle of ruin（シクル・オブ・ルーイン）」。
モデルは太陽系第八惑星海王星。
The suppression PLUTO（ザ・サプレッション・プルート）
- レベル：8
- 属性：闇
- 種族：悪魔族
- 攻撃力：2600
- 守備力：2000

マッケンジーに操られた吹雪が持つモンスターで「プラネット・シリーズ」の1体。1ターンに1度カード名を宣言し、宣言したカードが相手の手札に存在するとき、相手フィールド上のカード1枚のコントロールを得る効果を持つ。
攻撃名は「Three Satellites（スリー・サテライツ）」。
モデルは元太陽系第九惑星冥王星。

### その他
ダークエンド・ドラゴン
- レベル：8
- 属性：闇
- 種族：ドラゴン族
- 攻撃力：2600
- 守備力：2100

万丈目が使用する闇属性のドラゴン。名前からもうかがえる通り、「光と闇の竜」の闇の面と見た目がよく似ている。「ライトエンド・ドラゴン」と対となる。
自分・相手ターン問わず一度限り、攻撃力と守備力を500ポイント下げて相手モンスター1体を墓地に送ることができる。
OCGでは「シンクロモンスター」に変更され、「チューナー」+「チューナー以外の闇属性モンスター1体以上」でシンクロ召喚できる。相手モンスター1体を墓地に送る効果は自分のターンに一度だけとなり、攻撃力と守備力が下げられる限り使用が可能である。
攻撃名は「ダーク・フォッグ」、効果名は「ダーク・イヴァポレイション」。
ライトエンド・ドラゴン
- レベル：8
- 属性：光
- 種族：ドラゴン族
- 攻撃力：2600
- 守備力：2100

万丈目が使用する光属性のドラゴン。名前からもうかがえる通り、「光と闇の竜」の光の面と見た目がよく似ている。「ダークエンド・ドラゴン」と対となる。
自分・相手ターン問わず一度限り、攻撃力と守備力を500ポイント下げ、相手モンスター1体の攻撃力と守備力を1500ポイント下げることができる。
OCGでは「シンクロモンスター」に変更され、「チューナー」+「チューナー以外の光属性モンスター1体以上」でシンクロ召喚できる。効果は自身と相手モンスターが戦闘を行う時に発動でき、数値の変化はエンドフェイズ時まで続く。
攻撃名は「シャイニングサプリメイション」、効果名は「ライト・イクスパンション」。
邪龍アナンタ
- レベル：8
- 属性：闇
- 種族：爬虫類族
- 攻撃力：?
- 守備力：?

小日向星華が使用するモンスター。通常召喚できず、自分フィールド上及び墓地に存在する爬虫類族モンスターを全てゲームから除外する事でのみ特殊召喚できる。攻撃力と守備力は特殊召喚時にゲームから除外した爬虫類族モンスターの数×600になり、自分ターンのエンドフェイズ時にフィールド上カード1枚を（強制的に）破壊する効果を持つ。
サイバー・エルタニン
- レベル：10
- 属性：光
- 種族：機械族
- 攻撃力：?
- 守備力：?

丸藤亮が使用する「サイバー」モンスター。初登場となる対万丈目戦では罠カード「ボーン・フロム・ドラコニス」の効果で特殊召喚された。除外された「サイバー」と名の付いたモンスターの数だけ攻撃力を500ポイント攻撃力をアップする効果（守備力は不明）と、召喚・特殊召喚時に除外した「サイバー」と名の付いたモンスターの数だけ相手モンスターを破壊する効果を持つ。
OCGは通常召喚できず、自分フィールド上と墓地の光属性・機械族モンスターを全てゲームから除外した場合のみ特殊召喚できる。攻撃力と守備力はこの効果で除外したモンスターの数×500ポイントになる。また、特殊召喚時に自身を除いた全ての表側表示モンスターを（強制的に）墓地に送る。
トラゴエディア
- レベル：10
- 属性：闇
- 種族：悪魔族
- 攻撃力：?
- 守備力：?

本作品の第2章から現れた敵の黒幕。現在はマッケンジーの体に憑依している。デイビッドやマックなど実力者を配下に置き、「精霊のカード」の探索や「闇のゲーム」を行わせている。
元は古代エジプトにおけるクル・エルナ村出身の占星術士の男が心に宿していた邪悪な魔物（カー）。神官達の手によって石版（ウェジュ）に封印され、建設中だった王墓の一室に幽閉されていたが、三千年の時を経て復活。完全なる復活を求めて「精霊のカード」を探しており、ついに最後のピースであり十代の相棒でもある「ハネクリボー」を発見し、デュエルアカデミアに乗り込む。
効果モンスターとしてOCG化された。「自分が戦闘ダメージを受けた時、手札から特殊召喚できる」「攻撃力・守備力は自分の手札の枚数×600ポイントになる」「1ターンに1度、手札のモンスター1体を墓地へ送る事で、そのモンスターと同じレベルの相手フィールド上に表側表示で存在するモンスター1体のコントロールを（永続的に）得る」「1ターンに1度、自分の墓地に存在するモンスター1体を選択し、そのターンのエンドフェイズ時までこのカードは選択したモンスターと同じレベルにできる」という4つの効果を持つ。

## 書籍情報
- 高橋和希（原案・監修） / 影山なおゆき（作画） 『遊☆戯☆王GX』 集英社〈ジャンプコミックス〉、全9巻
  1. 「新HERO登場!!」2006年11月2日発売[2]、ISBN 4-08-874286-9
  2. 「運命の出会い!!」2007年8月3日発売[3]、ISBN 978-4-08-874410-0
  3. 「予選終了!!」2008年5月2日発売[4]、ISBN 978-4-08-874519-0
  4. 「準決勝、開始!!」2008年11月4日発売[5]、ISBN 978-4-08-874587-9
  5. 「最強のHERO!!」2009年5月1日発売[6]、ISBN 978-4-08-874691-3
  6. 「カイザー亮!!」2009年11月4日発売[7]、ISBN 978-4-08-874760-6
  7. 「キング吹雪!!」2010年4月30日発売[8]、ISBN 978-4-08-870043-4
  8. 「変身VS幻影!!」2010年10月4日発売[9]、ISBN 978-4-08-870124-0
  9. 「激闘の果てに･･･」2011年6月3日発売[10]、ISBN 978-4-08-870233-9